# Campos de trigo

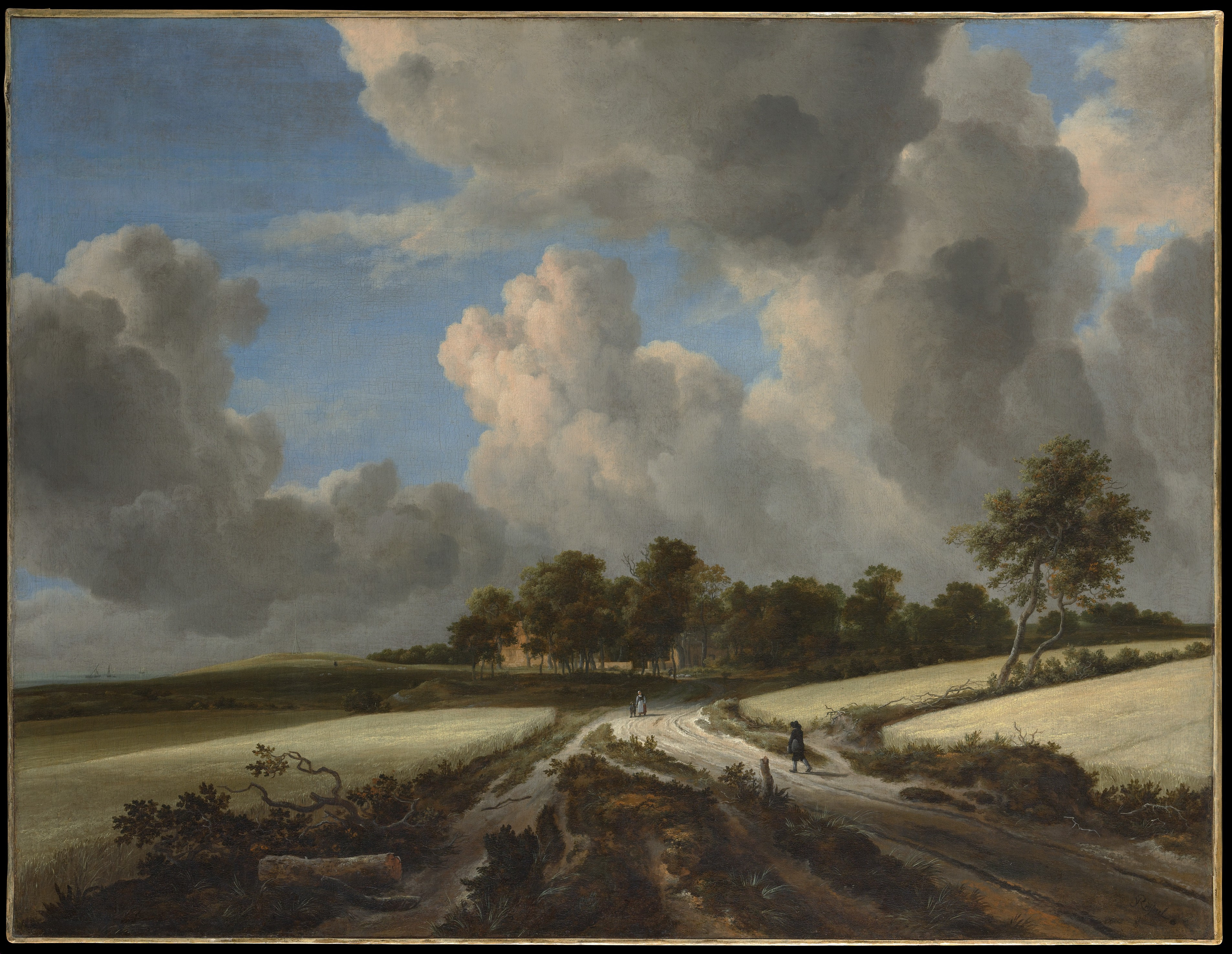
Campos de trigo de Jacob van Ruisdael. MET DP145911

Campos de trigo es una pintura de paisaje al óleo de finales del siglo XVII de Jacob van Ruisdael. La pintura representa una amplia panorámica con unos campos de trigo en los Países Bajos.

## Descripción
Campos de trigo es una obra maestra de la pintura de paisaje holandés creada por Jacob van Ruisdael. La pintura es una de las veintisiete obras que Ruisdael produjo sobre campos de cereales. Esta obra de Ruisdael representa un camino que pasa entre dos campos de trigo. Más allá de los campos, se puede ver un pequeño bosque y una casa. En el extremo izquierdo de la pintura se pueden distinguir la costa y varios barcos en el mar. Altas nubes, representadas de forma prodigiosa, flotan en el cielo sobre la escena, y se puede ver a varias personas yendo y viniendo por el camino. Además Ruisdael incluyó representaciones detalladas de los verdes zarcillos de hierba y las malezas que han invadido la calzada. También se representan árboles, tanto vivos como caídos.
De 100 por 130 cm, la pintura es de un formato bastante grande. Estaba destinada a colgarse en un lugar alto, como encima de la repisa de una chimenea. Esta pintura ingresó a la colección del Metropolitan a través del legado de Benjamin Altman en 1914. Fue seleccionada por el historiador de arte de Nueva York Thomas Craven como una de las mejores composiciones de paisaje de Ruisdael.